# BMW 1804 e 2004
La 1804 e la 2004 sono due autovetture di fascia alta prodotte dalla casa automobilistica tedesca BMW tra il 1973 e il 1974 per il solo mercato sudafricano.

## Storia

### Debutto
Nel 1972 lo stabilimento sudafricano della Praetor Monteerders fu messo in liquidazione per insolvenza: fino a quel momento in quello stabilimento venivano prodotti alcuni modelli Jeep e le BMW 1800 SA e 2000 SA, queste ultime una sorta di badge engineering, come verrebbe definito oggigiorno, praticato dalla casa dell'Elica sulla Glas 1700, vice-ammiraglia della casa di Dingolfing, da alcuni anni rilevata e in seguito assorbita dalla BMW stessa. La casa tedesca, interessata com'era a creare uno sbocco commerciale in Sudafrica, rilevò lo stabilimento di Rosslyn e nei mesi di inattività della fabbrica, colse l'occasione per rinnovare i suoi due modelli rendendoli stilisticamente molto più affini alle BMW prodotte in Germania. Il risultato furono due nuovi modelli denominati 1804 e 2004. I primi esemplari uscirono dalle linee di montaggio nel marzo 1973.

### Caratteristiche
Rispetto ai due modelli uscenti, la 1804 e la 2004 mutarono praticamente solo nel frontale, nella coda e in pochi dettagli tecnici. La parte anteriore, rivista comunque sempre con la collaborazione di Pietro Frua, venne dotata di una mascherina nera a tutta larghezza, di doppi proiettori circolari mutuati dalla prima generazione della Serie 5, di indicatori di direzione mutuati dalla BMW 2800 CS e della calandra a doppio rene tipica di tutte le BMW. Il frontale, inoltre, acquisì un disegno proteso in avanti, sempre per consolidare il family feeling con tutti gli altri modelli della casa bavarese, mentre la coda vide l'adozione di gruppi ottici quadrangolari e di maggiori dimensioni, anch'essi. I motori rimasero gli stessi della gamma uscente, vale a dire l'1.8 M118 da 90 CV e il 2 litri M05 da 100 CV. A questo avvicinamento stilistico alla gamma BMW europea fece da contraltare la novità relativa alle denominazioni commerciali, le quali sembrano voler rievocare e in qualche modo proseguire il criterio denominativo intrapreso a suo tempo dalla Glas quando vennero lanciate le berline di fascia media della Serie 04.

### Produzione
La produzione della 1804 e della 2004 cessò alla fine del 1974, sebbene le ultime consegne abbiano avuto luogo nel corso dell'anno seguente. Usciti di produzione questi due modelli, la loro eredità venne raccolta dalla BMW 520i di prima generazione. La produzione totale di questi due modelli ammonta a 2.233 esemplari.

### Tabella dati tecnici
Di seguito vengono raccolti i dati tecnici della 1804 e della 2004: